# ایمپریال، ساسکاچوان
ایمپریال، ساسکاچوان (به انگلیسی: Imperial, Saskatchewan) یک منطقهٔ مسکونی در کانادا است که در ساسکاچوان واقع شده‌است. ایمپریال ۱٫۲۳ کیلومتر مربع مساحت و ۳۶۰ نفر جمعیت دارد.